# Мюррейвілл (Іллінойс)
Мюррейвілл (англ. Murrayville) — селище (англ. village) в США, в окрузі Морган штату Іллінойс. Населення — 567 осіб (2020).

## Географія
Мюррейвілл розташований за координатами 39°34′55″ пн. ш. 90°15′6″ зх. д. / 39.58194° пн. ш. 90.25167° зх. д. (39.581888, -90.251682).  За даними Бюро перепису населення США в 2010 році селище мало площу 1,27 км², уся площа — суходіл.

## Демографія
Згідно з переписом 2010 року, у селищі мешкало 587 осіб у 246 домогосподарствах у складі 176 родин. Густота населення становила 462 особи/км².  Було 261 помешкання (206/км²).
Расовий склад населення:
| - 98,6 % — білих - 0,3 % — чорних або афроамериканців - 0,3 % — азіатів |

До двох чи більше рас належало 0,7 %. Частка іспаномовних становила 1,0 % від усіх жителів.
За віковим діапазоном населення розподілялося таким чином: 22,1 % — особи молодші 18 років, 61,9 % — особи у віці 18—64 років, 16,0 % — особи у віці 65 років та старші. Медіана віку мешканця становила 43,9 року. На 100 осіб жіночої статі у селищі припадало 99,0 чоловіків;  на 100 жінок у віці від 18 років та старших — 93,6 чоловіків також старших 18 років.
Середній дохід на одне домашнє господарство  становив 49 006 доларів США (медіана — 36 875), а середній дохід на одну сім'ю — 54 906 доларів (медіана — 45 313). Медіана доходів становила 40 833 долари для чоловіків та 33 068 доларів для жінок. За межею бідності перебувало 17,2 % осіб, у тому числі 37,4 % дітей у віці до 18 років та 7,4 % осіб у віці 65 років та старших.
Цивільне працевлаштоване населення становило 211 осіб. Основні галузі зайнятості: освіта, охорона здоров'я та соціальна допомога — 22,7 %, роздрібна торгівля — 17,5 %, виробництво — 15,6 %.